# Chezelles (Indre-et-Loire)
Pour les articles homonymes, voir Chezelles.
Ne doit pas être confondu avec Chezelles (Indre).
Chezelles est une commune française du département d'Indre-et-Loire, en région Centre-Val de Loire.

## Géographie
|                     | Theneuil  | Parçay-sur-Vienne   |
| La Tour-Saint-Gelin | Chezelles | Rilly-sur-Vienne    |
| Courcoué            |           | Verneuil-le-Château |

### Hydrographie

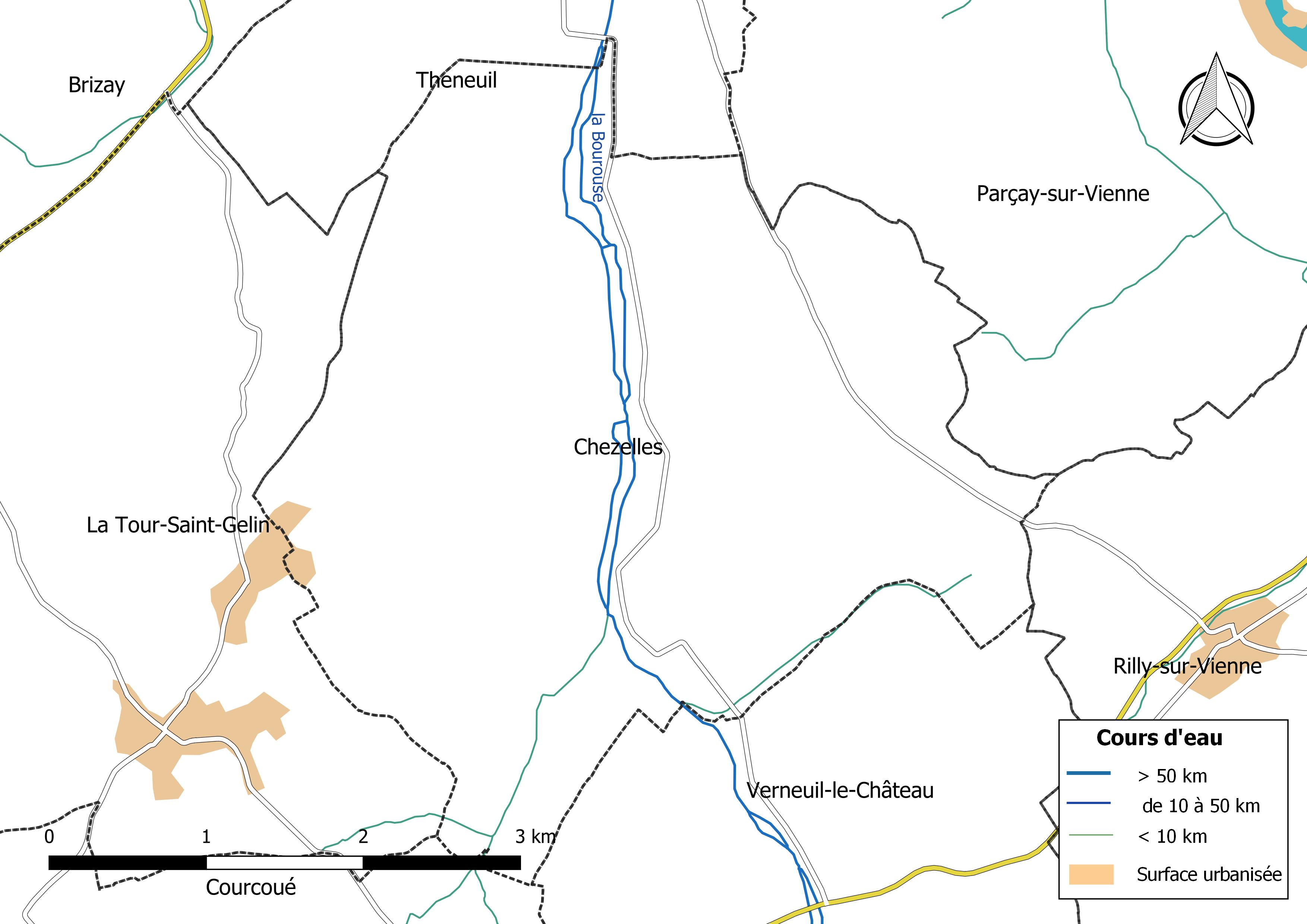
Réseau hydrographique de Chezelles.

Le réseau hydrographique communal, d'une longueur totale de 11,59 km, comprend un cours d'eau notable, la Bourouse (4,459 km), et trois petits cours d'eau pour certains temporaires,.
La Bourouse, d'une longueur totale de 14,8 km, prend sa source dans la commune de Braslou et se jette  dans la Vienne à Theneuil, après avoir traversé d'ouest en est 7 communes. 
Sur le plan piscicole, la Bourouse est classée en deuxième catégorie piscicole. Le groupe biologique dominant est constitué essentiellement de poissons blancs (cyprinidés) et de carnassiers (brochet, sandre et perche).
Deux zones humides ont été répertoriées sur la commune par la direction départementale des territoires (DDT) et le Conseil départemental d'Indre-et-Loire : « la vallée du Ruisseau de la Rivière Marteau de la Rivière Marteau à Chézelles » et « la vallée de la Bourouse »,.

### Climat
Pour des articles plus généraux, voir Climat du Centre-Val de Loire et Climat d'Indre-et-Loire.
En 2010, le climat de la commune est de type climat océanique dégradé des plaines du Centre et du Nord, selon une étude du CNRS s'appuyant sur une série de données couvrant la période 1971-2000. En 2020, Météo-France publie une typologie des climats de la France métropolitaine dans laquelle la commune est exposée à un climat océanique altéré et est dans la région climatique  Moyenne vallée de la Loire, caractérisée par une bonne insolation (1 850 h/an) et un été peu pluvieux. 
Pour la période 1971-2000, la température annuelle moyenne est de 11,3 °C, avec une amplitude thermique annuelle de 14,8 °C. Le cumul annuel moyen de précipitations est de 671 mm, avec 10,2 jours de précipitations en janvier et 6,6 jours en juillet. Pour la période 1991-2020, la température moyenne annuelle observée sur la station météorologique de Météo-France la plus proche, sur la commune de Courcoué à 4 km à vol d'oiseau, est de 12,5 °C et le cumul annuel moyen de précipitations est de 688,4 mm,. Pour l'avenir, les paramètres climatiques de la commune estimés pour 2050 selon différents scénarios d'émission de gaz à effet de serre sont consultables sur un site dédié publié par Météo-France en novembre 2022.

## Urbanisme

### Typologie
Au 1er janvier 2024, Chezelles est catégorisée commune rurale à habitat très dispersé, selon la nouvelle grille communale de densité à sept niveaux définie par l'Insee en 2022.
Elle est située hors unité urbaine et hors attraction des villes,.

### Occupation des sols
L'occupation des sols de la commune, telle qu'elle ressort de la base de données européenne d’occupation biophysique des sols Corine Land Cover (CLC), est marquée par l'importance des territoires agricoles (86,4 % en 2018), une proportion identique à celle de 1990 (86,4 %). La répartition détaillée en 2018 est la suivante : 
terres arables (73 %), forêts (13,2 %), zones agricoles hétérogènes (6,8 %), prairies (6,6 %), zones urbanisées (0,4 %). L'évolution de l’occupation des sols de la commune et de ses infrastructures peut être observée sur les différentes représentations cartographiques du territoire : la carte de Cassini (XVIIIe siècle), la carte d'état-major (1820-1866) et les cartes ou photos aériennes de l'IGN pour la période actuelle (1950 à aujourd'hui).

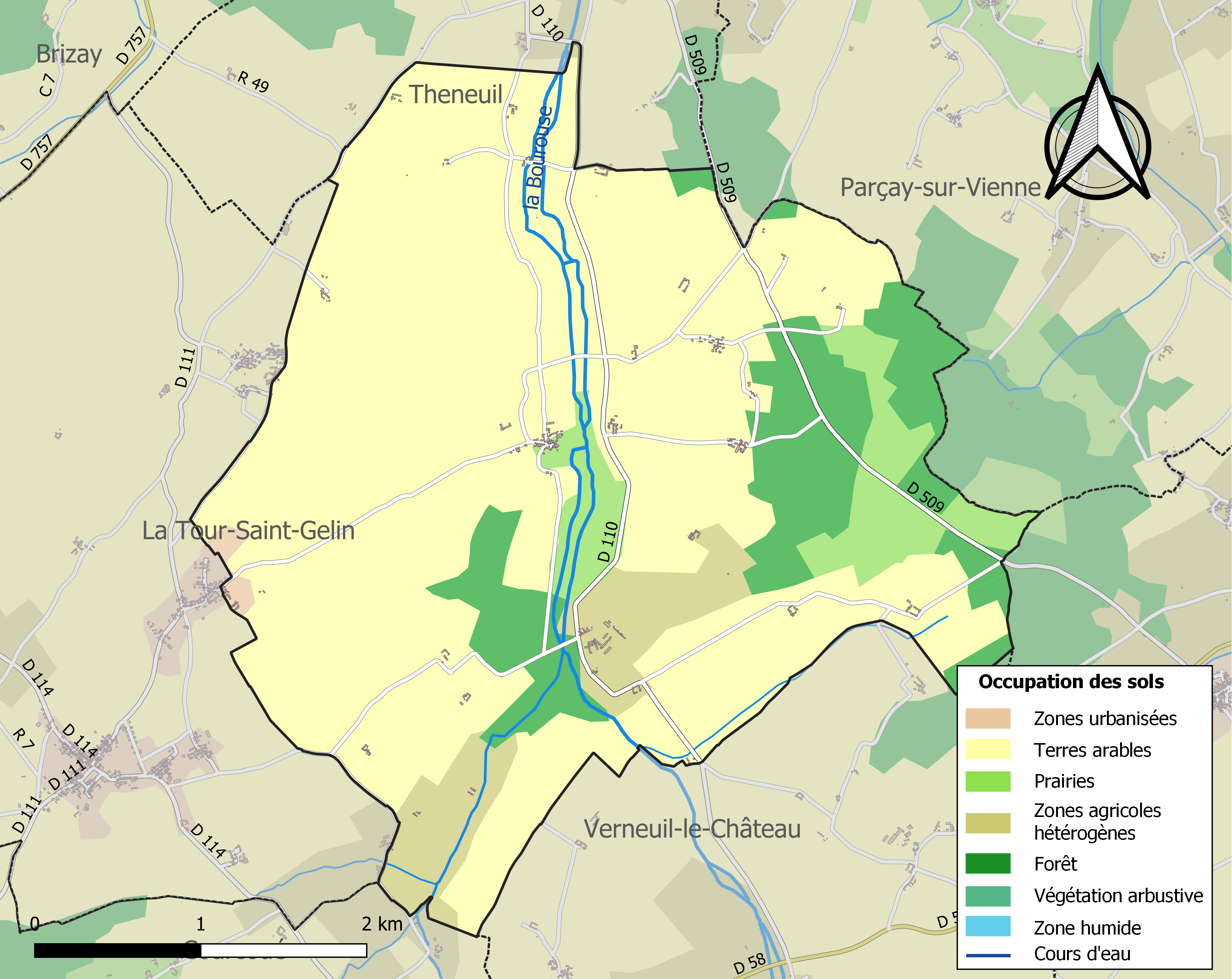
Carte des infrastructures et de l'occupation des sols de la commune en 2018 (CLC).

### Risques majeurs
Le territoire de la commune de Chezelles est vulnérable à différents aléas naturels : météorologiques (tempête, orage, neige, grand froid, canicule ou sécheresse) et séisme (sismicité faible). Un site publié par le BRGM permet d'évaluer simplement et rapidement les risques d'un bien localisé soit par son adresse soit par le numéro de sa parcelle.

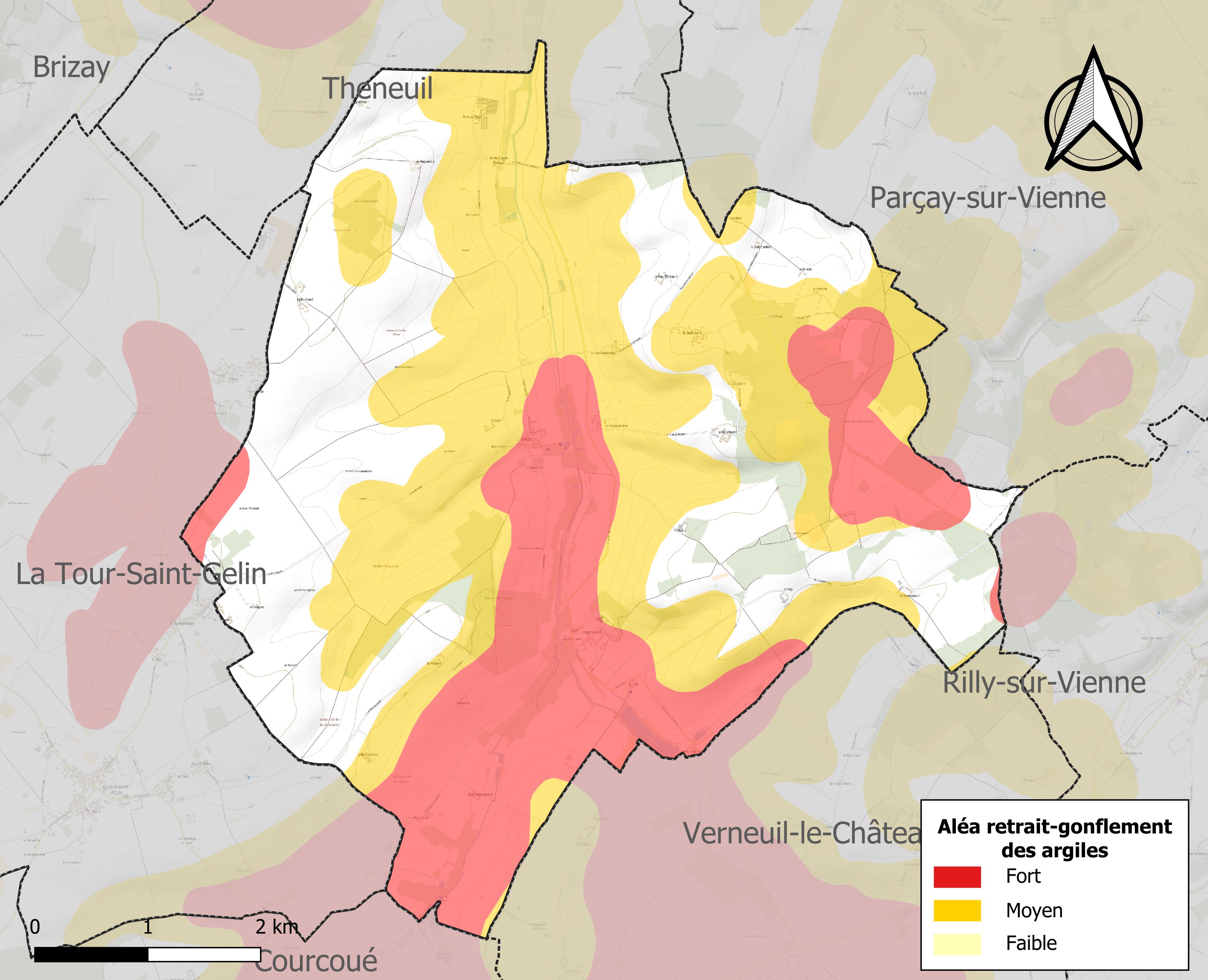
Carte des zones d'aléa retrait-gonflement des sols argileux de Chezelles.

Le retrait-gonflement des sols argileux est susceptible d'engendrer des dommages importants aux bâtiments en cas d’alternance de périodes de sécheresse et de pluie. 65,9 % de la superficie communale est en aléa moyen ou fort (90,2 % au niveau départemental et 48,5 % au niveau national). Sur les 93 bâtiments dénombrés sur la commune en 2019, 67 sont en aléa moyen ou fort, soit 72 %, à comparer aux 91 % au niveau départemental et 54 % au niveau national. Une cartographie de l'exposition du territoire national au retrait gonflement des sols argileux est disponible sur le site du BRGM,.
Concernant les mouvements de terrains, la commune a été reconnue en état de catastrophe naturelle au titre des dommages causés par des mouvements de terrain en 1999.

## Histoire
Selon l'érudit Carré de Busserolle, la terre de Chezelles, dite aussi Chezelles-Savary, a pour seigneur au XIVe siècle le maréchal Boucicaut (v. 1310-1368), qui fut aussi le sire d'Azay, La Bourdaisière et Bridoré. Son fils Boucicaut II, maréchal de France et vicomte de Turenne, est dit aussi seigneur de Chezelles ; puis on trouve le dauphin d'Auvergne Béraud II (sans doute par les Marmande, comme pour Azay, St-Michel, Clermault, Cravant etc. : Béraud II était l'époux de Marguerite, comtesse de Sancerre († 1418), fille du comte Jean III et de Marguerite de Marmande, elle-même fille de Pierre de Marmande et d'Isabelle de La Haye et de Faye). Le maréchal Jacques de Montberon (v. 1350-1422), dernier mari de ladite comtesse Marguerite de Sancerre, est à son tour le sire de Chezelles. 
Ses biens sont confisqués et Chezelles passe en 1420-1437 à Guillaume Belier, capitaine-gouverneur de Chinon, marié à Anne de Maillé, fille de Jean de Maillé de la Roche-Bourdeil et Cravant. Puis, comme à Cravant, après les Maillé du XVe siècle qui avaient aussi hérité de Chançay, on trouve leurs descendants, les Mauléon/Monléon de Touffou jusqu'au début du XVIe siècle. 
Vers 1510, Jean de Monléon vend à Prégent de St-Gelais, seigneur jusqu'en 1520. Ensuite, tout au long du XVIe siècle et dans la 1re moitié du XVIIe siècle, on rencontre les du Raynier.
Après Charles du Raynier (1521-1529), Louis-Lancelot (en indivis avec ledit Prégent de St-Gelais en 1540-1547), autre Charles (fl. 1575), Lancelot (fl. 1599, 1603), Dimanche du Raynier (fl. 1611), l'héritière Marguerite du Raynier, fille de Dimanche, épouse en 1642 Louis (de) Tusseau (ap. 1617-1684), sgr. de la Tour-Savary et de Maisontiers : parents d'Alexis-Joseph de Tusseau († ap. 1723), chevalier de Malte en 1671, auquel ses deux filles Madeleine-Charlotte et Françoise de Tusseau succédèrent jusqu'en 1749. Elles furent alors suivies par leur petit-cousin Charles-Jacques-Joseph Darrot († avant 1779 ; fils de Jacques-Claude Darrot, sgr. d'Azay-sur-Thouet, et de sa femme épousée en 1697, Louise-Gabrielle de Tusseau, fille d'Henri de Tusseau, frère cadet de Louis de Tusseau), qui céda dès 1750 à Marie-Anne Doucet (1706-ap. 1758), femme de Louis Bouin de Noiré et Nancré (1691-1758), sgr. de la Touche-Voisin. 
- Leur fils aîné Jean-Louis-François Bouin de Noiré (1727-1782) succéda : 
  - Sa fille Marie-Madeleine Bouin (1759-1792) maria en 1779 Benoît-Jean-Gabriel-Armand de Ruzé, marquis d'Effiat (1748-1834) : ce furent les derniers seigneurs de Chezelles — parents de Benoît-Jean-Gabriel-Armand (1780-1870) — et la mère de Marie-Madeleine, veuve de Jean-Louis-François Bouin, Claude-Madeleine Moisant (1737-1831), représenta par fondé de pouvoir la terre de Chezelles à l'Assemblée de la Noblesse de Touraine en 1789.
- Tandis que le frère cadet de Jean-Louis-François, Fortuné Bouin de Noiré (1728-1809), écuyer, bachelier en Sorbonne, chanoine de Saint-Mexme à Chinon, avait Sassay, Ligré et la Roche-Clermault.

En 1833, Chezelles a annexé la commune de Lièze.

## Politique et administration

### Liste des maires
| Période                                  | Période   | Identité                                    | Étiquette | Qualité                                                                                                   |
| ---------------------------------------- | --------- | ------------------------------------------- | --------- | --- |
| 1807                                     | 1816      | Benoît-Jean-Gabriel-Armand de Ruzé d'Effiat |           | |
| Les données manquantes sont à compléter. |           |                                             |           | |
| mars 1977                                | juin 1995 | Lucien Minier                               |           | Maire honoraire                                                                                           |
| juin 1995                                | En cours  | Christian Pimbert                           | SE-DVG    | Retraité Président de la CC du Bouchardais (? → 2016) Président de la CC Touraine Val de Vienne (2017 → ) |
| Les données manquantes sont à compléter. |           |                                             |           | |

### Tendances politiques
| Scrutin             | Scrutin             | 1er tour | 1er tour | 1er tour | 1er tour | 1er tour | 1er tour | 1er tour | 1er tour | 1er tour | 1er tour | 1er tour | 1er tour | 2d tour | 2d tour | 2d tour | 2d tour | 2d tour  | 2d tour |
| Scrutin             | Scrutin             | 1er      | 1er      | %        | 2e       | 2e       | %        | 3e       | 3e       | %        | 4e       | 4e       | %        | 1er     | 1er     | %       | 2e      | 2e       | %       |
| ------------------- | ------------------- | -------- | -------- | -------- | -------- | -------- | -------- | -------- | -------- | -------- | -------- | -------- | -------- | ------- | ------- | ------- | ------- | -------- | ------- |
| Présidentielle 2017 | Présidentielle 2017 |          | LR       | 30,56    |          | EM       | 23,15    |          | FN       | 18,52    |          | LFI      | 12,96    |         | EM      | 67,50   |         | FN       | 32,50   |
| Présidentielle 2022 | Présidentielle 2022 |          | LREM     | 38,37    |          | RN       | 19,77    |          | LFI      | 11,63    |          | LR       | 9,30     |         | LREM    | 62,32   |         | RN       | 37,68   |
| Législatives 2022   | 4e                  |          | RE-Ens   | 31,67    |          | LR       | 25,00    |          | PS-Nupes | 18,33    |          | RN       | 16,67    |         | RE-Ens  | 73,21   |         | PS-Nupes | 26,79   |
| Législatives 2024   | 4e                  |          | RN       | 32,47    |          | LR       | 29,87    |          | RE-Ens   | 22,08    |          | PS-NFP   | 15,58    |         | RN      | 60,61   |         | PS-NFP   | 39,39   |

## Démographie
L'évolution du nombre d'habitants est connue à travers les recensements de la population effectués dans la commune depuis 1793. Pour les communes de moins de 10 000 habitants, une enquête de recensement portant sur toute la population est réalisée tous les cinq ans, les populations de référence des années intermédiaires étant quant à elles estimées par interpolation ou extrapolation. Pour la commune, le premier recensement exhaustif entrant dans le cadre du nouveau dispositif a été réalisé en 2006.

En 2022, la commune comptait 130 habitants, en évolution de −3,7 % par rapport à 2016 (Indre-et-Loire : +1,67 %, France hors Mayotte : +2,11 %).
| 1793 | 1800 | 1806 | 1821 | 1831 | 1836 | 1841 | 1846 | 1851 |
| ---- | ---- | ---- | ---- | ---- | ---- | ---- | ---- | ---- |
| 140  | 125  | 167  | 148  | 157  | 436  | 427  | 436  | 433  |

| 1856 | 1861 | 1866 | 1872 | 1876 | 1881 | 1886 | 1891 | 1896 |
| ---- | ---- | ---- | ---- | ---- | ---- | ---- | ---- | ---- |
| 396  | 403  | 403  | 389  | 398  | 410  | 393  | 358  | 363  |

| 1901 | 1906 | 1911 | 1921 | 1926 | 1931 | 1936 | 1946 | 1954 |
| ---- | ---- | ---- | ---- | ---- | ---- | ---- | ---- | ---- |
| 359  | 349  | 351  | 335  | 310  | 306  | 296  | 325  | 304  |

| 1962 | 1968 | 1975 | 1982 | 1990 | 1999 | 2006 | 2011 | 2016 |
| ---- | ---- | ---- | ---- | ---- | ---- | ---- | ---- | ---- |
| 311  | 263  | 197  | 146  | 144  | 130  | 140  | 134  | 135  |

| 2021 | 2022 | - | - | - | - | - | - | - |
| ---- | ---- | - | - | - | - | - | - | - |
| 131  | 130  | - | - | - | - | - | - | - |

## Lieux et monuments

### Église deLièze
Édifice élevé sur le plan de la croix latine, avec nef, transept et chœur. Le mur nord de la nef est le vestige d'une église du XIe siècle donnée à l'abbaye de Beaumont. Le mur sud fut remplacé au XVIe siècle par trois arcades qui devaient relier la nef à un collatéral resté à l'état de projet. La façade ouest fut refaite au XIIe siècle, avec une porte cintrée à deux rouleaux, sans tympan. Le carré du transept date également du XIIe siècle, limité par quatre arcades cintrées, et sous-jacent à un clocher dont il ne reste plus que le soubassement. Le croisillon nord est constitué par une chapelle du XVe siècle, voûtée d'ogives prismatiques. Le croisillon sud a été construit au XVIe siècle. Le chœur rectangulaire est angevin.